# Stilgjuteri
Stilgjuteri är en industri där man gjuter typografisk stil, det vill säga bokstavstyper, tecken och andra dekorationer, vanligtvis i bly.